# Tumba de Amarna 7

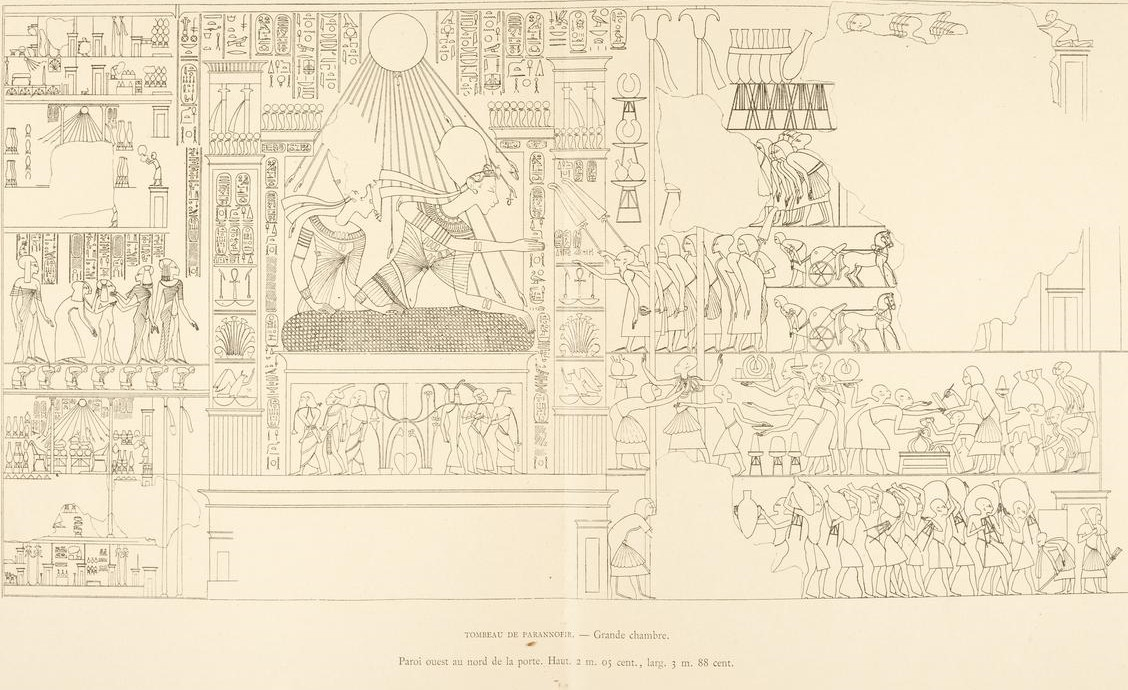
Ajenatón recompensando a Parennefer en la gran cámara de la tumba de Parennefer en Amarna.

La tumba de Amarna 7 o TA7, una de las tumbas del sur en Amarna, Egipto, pertenecía a Parennefer, copero de manos puras de la persona del rey. 
La fachada de la tumba presenta escenas con Ajenatón, Nefertiti, Meritatón y Meketatón (y, a la izquierda, Anjesenamón) que se ofrecen al Atón.
Cerca de la entrada, Ajenatón, Nefertiti y tres de sus hijas presentan una escena de ofrendas al Atón y en una escena cercana, Parennefer ofrece una plegaria. 
En la pared oeste, otra escena de ofrendas muestra a Ajenatón y Nefertiti en la ventana de las apariciones. Las princesas Meritatón, Meketatón, Anjesenamón y la hermana de la reina Mutbenret (a veces referida como Mutnodyemet) aparecen en el palacio en una habitación detrás de la ventana. Se muestra a Parennefer recibiendo muchos regalos de la familia real, seguido de un viaje de regreso a su casa entre multitudes que lo celebran. Parennefer es recibido a las puertas de su propia casa por su esposa (cuyo nombre se ha perdido).
The pared este tiene una escena donde el rey le da audiencia a Parennefer. Ajenatón, Nefertiti y una de sus hijas aparecen en un quiosco, mientras que Parennefer y un sirviente comparecen ante la familia real. El sirviente ofrece ungüento, mientras que Parennefer ofrece una oración. En la escena se muestran varios cortesanos y músicos compareciendo y varias mesas con comida y bebida presentadas en la escena.